# Franciszek Garncarek

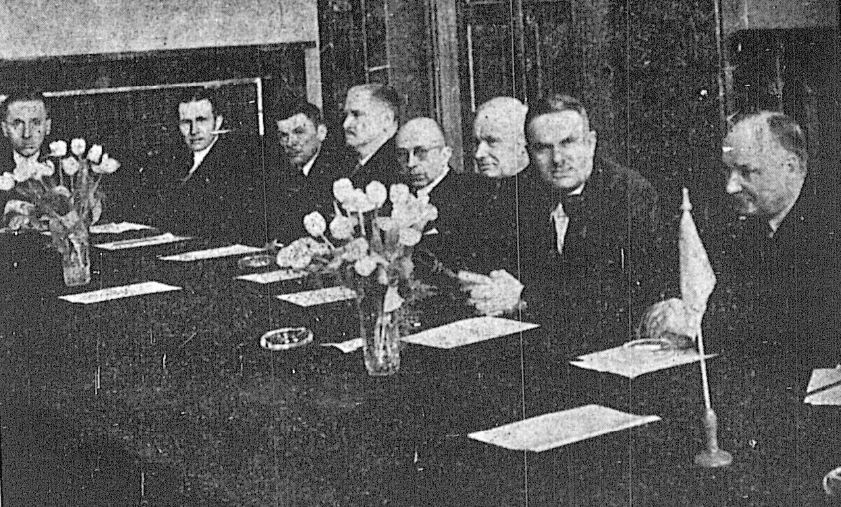
Zebranie zwołane w celu powołania Wojewódzkiego Komitetu Pożyczki Obrony Przeciwlotniczej. Siedzą m.in. senator Michał Róg, senator płk. Adam Koc i ks. Franciszek Garncarek (pośrodku)

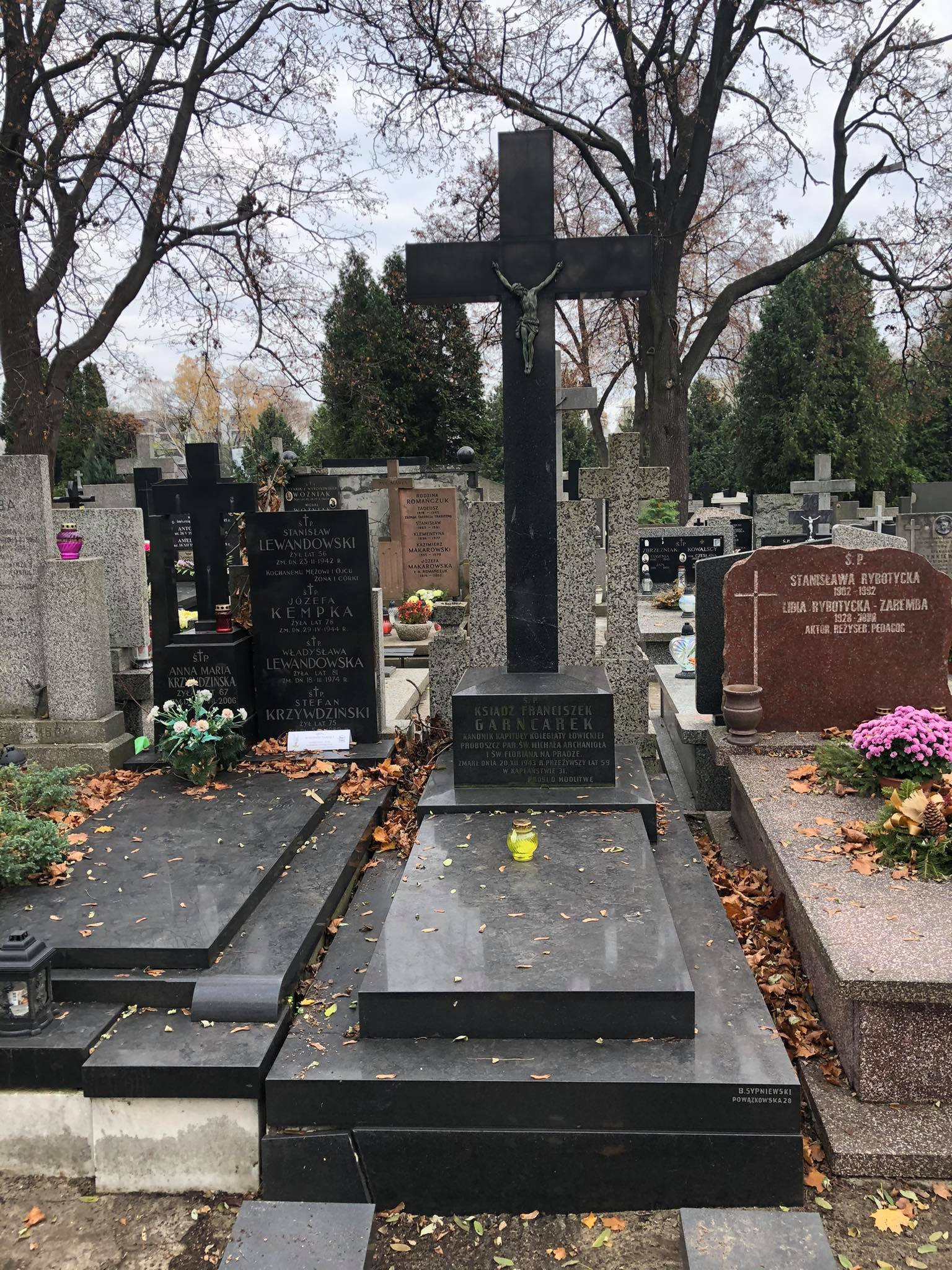
Grób ks. Franciszka Garncarka na cmentarzu Bródnowskim

Franciszek Garncarek (ur. 14 września 1884 w Radomsku, zm. 20 grudnia 1943 w Warszawie) – polski duchowny rzymskokatolicki, kanonik kapituły łowickiej, dziekan dekanatu sochaczewskiego a następnie praskiego, proboszcz parafii w Grochowie, Sochaczewie, parafii Bożego Ciała w Warszawie, parafii św. Augustyna w Warszawie i parafii św. Michała i św. Floriana w Warszawie, działacz społeczny.

## Początki posługi duszpasterskiej
Syn Michała i Józefy z Jakubowskich. Święcenia kapłańskie przyjął w listopadzie 1910 r. Do grudnia 1910 r., sprawował funkcję wikariusza w Jeżowie koło Brzezin, następnie został przeniesiony do parafii Służew pod Warszawą. Od września 1911 r., sprawował posługę duszpasterską w parafii Matki Bożej Loretańskiej na Pradze w Warszawie. W latach 1913–1916 był proboszczem w Grochowie, w powiecie kutnowskiem, a od września 1916 r., do lipca 1919 r., w Dąbrówkach.

## Probostwo w Sochaczewie
Od lipca 1919 r., proboszcz parafii św. Wawrzyńca w Sochaczewie. Jako proboszcz w początkowym okresie rządów dążył do rozbiórki pozostałości po zniszczonym w trakcie działań I wojny światowej kościele (wówczas kościół pw. św. Mikołaja) i budowy nowej okazałej świątyni. Plany duchownego pokrzyżował brak zgody władz państwowych i małe zainteresowanie lokalnych wiernych. Ostatecznie parafianie 2 lutego 1921 r., postanowili niemal jednogłośnie odbudować stary kościół. Po zatwierdzeniu przez Kurię Metropolitalną w Warszawie i władze państwowe planów odbudowy zniszczonego kościoła, wykonanych przez architekta Konstantego Jakimowicza przystąpiono 13 sierpnia 1921 r., do prac budowlanych, które ukończono we wrześniu 1922 r. Za rządów ks. Garncarka powstało także nowe prezbiterium, zakrystia i kaplica. Nowo odbudowaną świątynię konsekrował 1 października 1922 r., pod wezwaniem Matki Bożej Różańcowej – biskup polowy WP Stanisław Gall. Umieszczono również wówczas w ołtarzu relikwie św. Stanisława, św. Floriana, św. Bonifacego i św. Wiktorii, a także zawieszono nad drzwiami wejściowymi do kościoła, znany z licznych łask obraz Matki Bożej Różańcowej, zwany Madrycką.
W okresie probostwa w Sochaczewie, ks. Garncarek piastował także funkcje dziekana dekanatu sochaczewskiego. Jako dziekan dekanatu sochaczewskiego obecny był między innymi podczas uroczystości poświęcenia Niepokalanowa w dniu 8 grudnia 1927 r. Zaangażowany był w lokalne życie parafialne i społeczne. Walnie przyczynił się do powstania na terenie Sochaczewa – Ligi Parafialnej.
Po sprowadzeniu prochów Juliusza Słowackiego do Polski, gdy te przewożone były statkiem wiślanym „Mickiewicz” do Warszawy, zatrzymując się w niektórych miastach położonych nad Wisłą, ks. Garncarek koncelebrował specjalną mszę w Sochaczewie będącą początkiem uroczystości w Wyszogrodzie w dniu 25 czerwca 1927 r. Inicjatorem uroczystości było sochaczewskie Koło Amatorów Sceny Polskiej im. Juliusza Słowackiego. Na mszy obecni byli zarząd i członkowie sochaczewskiego Koła Amatorów Sceny Polskiej im. Juliusza Słowackiego, delegacje Sejmiku i Magistratu, lokalnych cechów rzemieślniczych, Straż Ogniowa, harcerze, uczniowie i nauczyciele szkół powszechnych i gimnazjum sochaczewskiego. Po ukończeniu mszy o godzinie dwunastej delegacja z Sochaczewa udała się pociągiem Powiatowej Kolei Sochaczewskiej do Wyszogrodu, by tam oczekiwać na przybycie statku z prochami wieszcza.
Autor opublikowanego w 1928 r., nakładem Zarządu Ligi Katolickiej Parafii Sochaczew, opracowania „Opis świątyń katolickich w parafii Sochaczew”.
7 czerwca 1928 r., na nabożeństwie celebrowanym w Sochaczewie przez ks. Franciszka Garncarka, obecny był prezydent RP Ignacy Mościcki, wizytujący tego dnia Sochaczew, Żelazową Wolę i Chodaków.

## Posługa i działalność w Warszawie

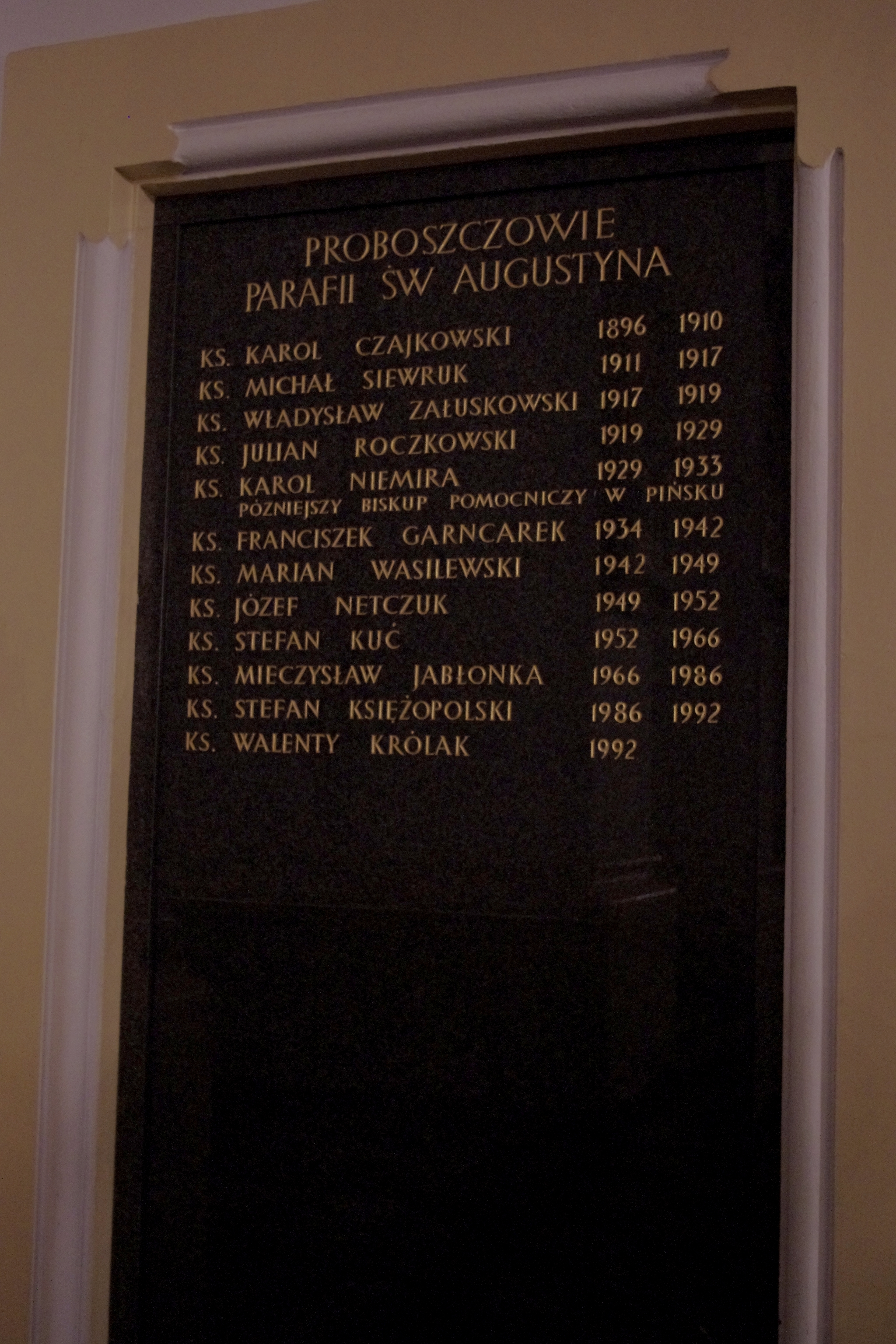
Tablica z listą proboszczów parafii św. Augustyna na warszawskim Muranowie

W listopadzie 1928 r. został trzecim proboszczem warszawskiej parafii Boże Ciało na Kamionku, zastępując ks. kanonika Wincentego Trojanowskiego. Jak w poprzednim miejscu posługi, także w Warszawie zaangażowany był w życie parafialne i społeczne, zakładając liczne stowarzyszenia religijne. To za rządów ks. Garncarka został wybudowany nowy kościół pw. Matki Bożej Zwycięskiej (8 września 1928 r., kard. Aleksander Kakowski dokonał poświęcenia i wmurowania kamienia węgielnego pod nową świątynię), według projektu Konstantego Jakimowicza. Pierwsza msza została odprawiona 15 sierpnia 1931 r., Proboszczem parafii był do 1933 r., kiedy zastąpił go ks. prałat Feliks de Ville.
Od końca 1931 r., sprawował także funkcję dziekana dekanatu praskiego po śmierci swojego poprzednika ks. Ignacego Kłopotowskiego.
W czerwcu 1933 r. objął probostwo parafii pw. św. Augustyna na ul. Nowolipki na warszawskiej Woli, zastępując ks. Karola Niemirę mianowanego 10 czerwca – biskupem pomocniczym pińskim.

## Działalność w czasie II wojny światowej i śmierć
Po wybuchu II wojny światowej i wprowadzeniu okupacji niemieckiej w Warszawie, ks. Garncarek został 3 października 1939 r., aresztowany i do 12 października przebywał w więzieniu na Pawiaku. Mimo zamknięcia kościoła i tego iż znalazł się on na terenie getta, ks. Garncarek przez dłuższy czas przebywał wraz z wikariuszem ks. Leonem Więckiewiczem w domu parafialnym. 
Utrzymywał kontakty z dyrektorem domu sierot w getcie, dr. Januszem Korczakiem. Zaangażowany był w akcję „Żegota”. Jak podaje Maria Gołkowska - „to on wystawiał fałszywe metryki dzieciom wyprowadzanym przez Irenę Sendlerową i jej przyjaciół”. Po wysiedleniu z getta, co wiązało się z niemieckimi planami likwidacji dzielnicy żydowskiej, objął funkcję proboszcza nowo powstałej parafii św. Floriana na Pradze w Warszawie. Został zastrzelony na progu swojej plebanii przez polskie podziemie narodowe. Według różnych relacji ks. Garncarek został zastrzelony gdy wychodził ze świątyni po odprawieniu Mszy świętej, w kancelarii lub na progu plebanii. Uznaje się, iż przyczyną zabójstwa księdza, była jego pomoc ludności żydowskiej i fakt ukrywania Żydów na terenie kościoła. Według innych hipotez ksiądz został zastrzelony przez pomyłkę, a celem zabójców był kościelny współpracujący z Niemcami. Muzeum Żydów Polskich Polin podaje na jednej ze swoich podstron że ks. Garncarek został zamordowany przez Niemców (12 grudnia 1943 r.). Jest i inna wersja tego wydarzenia. We „Wspomnieniach Antoniaków” z sierocińca na Baraskiej w relacji Kazimierza Tomaszewskiego znajduje się takie wyjaśnienie zagadki śmierci księdza Garncarka:
“W tym czasie, w tym zakładzie zdarzył się przykry przypadek. Jeden z wychowanków nazwiskiem Garncarek znalazł się w niebezpieczeństwie. Zdarzenie to przeżyłem osobiście będąc z ks. dyr. Michalskim w kancelarii przy rozliczeniu wypieków i sprzedanego pieczywa. Przed południem wpadł tam nieznany człowiek prosząc ks. dyrektora o Garncarka, gdyż musi z nim porozmawiać w ważnej sprawie. Ks. dyrektor nalegał, by powiedzieć o co chodzi. Odparł, że jest z podziemnej organizacji i musi się z nim spotkać. Ks. Michalski polecił zawołać go. W tym czasie Garncarek leżał w łóżku, gdyż był chory. Gdy go przyprowadziłem, osobnik ów wyjął pistolet i kazał ks. dyrektorowi pozostać przy biurku, mnie na swoim miejscu, a jemu usiąść na krześle pomiędzy dwoma oknami, gdzie na pewnej wysokości wisiał krzyż i zegar. Najpierw nam oświadczył, że jeśli się ruszymy będzie strzelał. Wówczas zorientowaliśmy się, że przybył zabić Garncarka, wykonując polecenie tajnej organizacji komunistycznej za to, że rodzina jego, w tym ksiądz, prowadzili przeciw nim propagandę. Ksiądz - jak się dowiedzieliśmy potem - został przy kościele po kazaniu zastrzelony; matka i ojciec Garncarka również ponieśli śmierć z ręki tej samej organizacji, a on sam miał zgodnie z wyrokiem zginąć. Napastnik wystrzelił 5 nabojów, ale ani jeden raz nie trafił.”
Pochowany na cmentarzu Bródnowskim (kw. 5B, rząd VI, grób 26).